# Hemigraphis platycarpos
Hemigraphis platycarpos är en akantusväxtart som beskrevs av C. B. Cl.. Hemigraphis platycarpos ingår i släktet Hemigraphis och familjen akantusväxter. Inga underarter finns listade i Catalogue of Life.